# Java Community Process
El Proceso de la Comunidad Java, o Java Community Process, establecido en 1998, es un proceso formalizado el cual permite a las partes interesadas a involucrarse en la definición de futuras versiones y características de la plataforma Java.
El proceso JCP conlleva el uso de Java Specification Request (JSR), las cuales son documentos formales que describen las especificaciones y tecnologías propuestas para que sean añadidas a la plataforma Java. Las revisiones públicas formales de JSRs son controladas antes de que los JSR se conviertan en final y sean votados por el Comité Ejecutivo JCP. Un JSR final suministra una implementación de referencia la cual da una implementación libre de la tecnología en código fuente y un Kit de Compatibilidad de Tecnología para verificar la especificación de la API.
El JCP mismo está descrito por un JSR. Desde 2006, la versión actual de JCP en uso es 2.6 como se describe por JSR 215.
A finales del 2008, el JCP está compuesto por más de 1200 miembros, todos ellos empresas punteras en el sector tecnológico y del desarrollo de software.
Hay sobre 300 JSRs. Algunas de las más importantes JSRs son:
| JSR # | Especificación o Tecnología |
| ----- | --- |
| 3     | Java Management Extensions (JMX) 1.0, 1.1, & 1.2 |
| 5     | Java API for XML Processing (JAXP) 1.0 |
| 13    | BigDecimal Mejorado(Plataforma Java, Standard Edition#java.math)                                                                                      |
| 14    | Añadir Tipos Genéricos al Lenguaje de Programación Java (para J2SE 5.0)                                                                               |
| 16    | Java EE Connector Architecture (JCA) 1.0 |
| 19    | Enterprise JavaBeans (EJB) 2.0 |
| 31    | Arquitectura Java para Enlazado XML (JAXB) 1.0 |
| 37    | Perfil de Dispositivo de Información Móvil (MIDP) 1.0 para Java ME                                                                                    |
| 40    | Interfaz de Metadatos Java (JMI) 1.0 |
| 47    | Especificación de la API de Logging (para J2SE 1.4)                                                                                                   |
| 51    | Nuevas API I/O para la Plataforma Java (NIO) (para J2SE 1.4)                                                                                          |
| 52    | Librería de Etiquetas Estándar de Páginas JavaServer (JSTL) 1.0 y 1.1                                                                                 |
| 53    | Especificaciones Java Servlet 2.3 y JavaServer Pages (JSP) 1.2                                                                                        |
| 54    | Conectividad de Base de Datos Java (JDBC) 3.0 |
| 58    | Plataforma Java 2, Edición Empresas (J2EE) 1.3 |
| 59    | Plataforma Java 2, Edición Estándar (J2SE) 1.4 (Merlin)                                                                                               |
| 63    | API Java para Procesamiento de XML (JAXP) 1.1 y 1.2                                                                                                   |
| 68    | Plataforma Java, Edición Micro (Java ME) 1.0 |
| 73    | Minería de Datos Java API (JDM) 1.0 |
| 94    | API del Motor de Reglas Java |
| 102   | Modelo de Objetos de Documento Java (JDOM) 1.0 |
| 109   | Implementación de Enterprise Web Services |
| 110   | API Java para WSDL (WSDL4J) 1.0 |
| 118   | Mobile Information Device Profile (MIDP) 2.0 para Java ME                                                                                             |
| 127   | JavaServer Faces |
| 133   | Modelo de Memoria Java y Revisión de Especificación de Thread                                                                                         |
| 151   | Plataforma Java 2, Edición Empresa (J2EE) 1.4 |
| 152   | JavaServer Pages (JSP) 2.0 |
| 153   | Enterprise JavaBeans (EJB) 2.1 |
| 154   | Especificaciones Java Servlet 2.4 y 2.5 |
| 160   | API Remota de Java Management Extensions (JMX) 1.0 |
| 168   | Especificación de Portlet Java 1.0 |
| 176   | Plataforma Java 2, Edición Estándar (J2SE) 5.0 (Tiger)                                                                                                |
| 181   | Metadatos de Servicios Web para la Plataforma Java |
| 198   | Una API de Extensión Estándar para Entornos de Desarrollo Integrados(IDE)                                                                             |
| 199   | API del compilador Java |
| 203   | Más API de Nueva I/O para la Plataforma Java (NIO2)                                                                                                   |
| 206   | API Java para Procesamiento de XML (JAXP) 1.3 |
| 215   | Proceso de Comunidad Java (JCP) 2.6 |
| 220   | Enterprise JavaBeans (EJB) 3.0 |
| 221   | Java Database Connectivity (JDBC) 4.0 |
| 244   | Plataforma Java, Edición Empresas (Java EE) 5 |
| 245   | JavaServer Pages (JSP) 2.1 |
| 247   | API de Minería de Datos Java (JDM) 2.0 |
| 252   | JavaServer Faces (JSF) 1.2 |
| 255   | Java Management Extensions (JMX) 2.0 |
| 260   | Actualización de la Tecnología de Etiquetas Javadoc                                                                                                   |
| 270   | Plataforma Java, Edición Estándar (Java SE) 6 (Mustang)                                                                                               |
| 286   | Especificación de Portlet Java 2.0 |
| 303   | Validación de datos en JavaBeans (Bean Validation) |
| 308   | Anotación Java en Tipos Java (Java SE 7) |
|       | |
| 900   | Especificación del Lenguaje de programación Java, Tercera Edición (JLS) (para J2SE 5.0 incorpora cambios desde los JSRs 14, 41, 133, 175, 201, y 204) |
| 907   | Java Transaction API (JTA) 1.0 y 1.1 |
| 913   | Proceso de Comunidad Java (JCP) 2.0, 2.1 & 2.5 |
| 914   | Java Message Service (JMS) API 1.0 y 1.1 |
| 924   | Especificación de la Máquina Virtual Java, Segunda Edición (JVM) (para J2SE 5.0)                                                                      |